# Kevin McHale (baloncestista)
Kevin Edward McHale (Hibbing, Minnesota, 19 de diciembre de 1957) es un exjugador, entrenador y directivo de baloncesto estadounidense, que disputó 13 temporadas en la NBA en los Boston Celtics, con los cuales ganó tres campeonatos y quedó finalista en otras dos ocasiones. Con 2,08 metros de altura, jugaba en la posición de ala-pívot.
Fue el General Mánager de Minnesota Timberwolves y desde el 8 de diciembre de 2008 hasta junio de 2009 también fue el entrenador del equipo en sustitución de Randy Wittman. 
Fue entrenador de Houston Rockets desde 2011 hasta noviembre de 2015.

## Trayectoria deportiva

### Universidad
Jugó durante cuatro temporadas, entre los años 1976 y 1980, con los Golden Gophers de la Universidad de Minnesota, en las que promedió 15,2 puntos y 8,5 rebotes por partido. En 1980 fue incluido en el mejor quinteto de la Big Ten Conference. Coincidiendo con el centenario de su universidad, fue elegido el mejor jugador de todos los tiempos de dicho college.

### Selección nacional
En 1979 fue convocado por Bobby Knight para disputar los Juegos Panamericanos en San Juan de Puerto Rico con la selección de Estados Unidos, donde consiguieron la medalla de oro.

### NBA

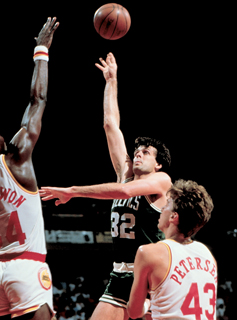
McHale en las finales de 1986.

Fue elegido en la tercera posición del Draft de la NBA de 1980 por los Boston Celtics. Formó, junto a Larry Bird y Robert Parish, quizás el mejor trío de jugadores altos de toda la historia de la NBA. Llegaron a ser conocidos como The big three ya que juntos alcanzaron 5 finales del campeonato, consiguiendo 3 anillos.
El 3 de marzo de 1985 ante Detroit Pistons, anotó 56 puntos, siendo su récord personal, donde además era el récord de más puntos para un Celtic en un partido, récord que solo duraría 9 días, pues su compañero Larry Bird anotó 60 puntos contra Atlanta Hawks. 
En su juego destacó sobre todo su extraordinaria defensa, ayudado por sus largos y hábiles brazos, y su selección de tiro, que hizo que en dos temporadas encabezara las estadísticas de porcentaje de tiro, con unas cifras que superaban el 60% de acierto.
Disputó un total de 971 partidos, en los que promedió 17,9 puntos y 7,3 rebotes.

### Entrenador y general mánager
Con Minnesota Timberwolves ha ocupado el puesto de tanto de general mánager como de primer técnico desde 2004 a 2009. 
En junio de 2011 firmó como técnico principal de Houston Rockets, reemplazando a Rick Adelman. El 24 de diciembre de 2014, extendió su contrato por tres temporadas más con los Rockets. Pero, a pesar de llevar al equipo a las finales de conferencia de 2015, fue despedido el 18 de noviembre de ese mismo año.

## Estadísticas de su carrera en la NBA
|  | Campeón de la NBA |
|  | Líder de la liga  |

### Temporada regular
| Año      | Equipo   | PJ  | PT  | MPP  | %TC  | %3P  | %TL  | RPP | APP | ROB | TPP | PPP  |
| -------- | -------- | --- | --- | ---- | ---- | ---- | ---- | --- | --- | --- | --- | ---- |
| 1980-81  | Boston   | 82  | 1   | 20.1 | .533 | .000 | .679 | 4.4 | 0.7 | 0.3 | 1.8 | 10.0 |
| 1981-82  | Boston   | 82  | 33  | 28.4 | .531 | .000 | .754 | 6.8 | 1.1 | 0.4 | 2.3 | 13.6 |
| 1982-83  | Boston   | 82  | 13  | 28.6 | .541 | .000 | .717 | 6.7 | 1.3 | 0.4 | 2.3 | 14.1 |
| 1983-84  | Boston   | 82  | 10  | 31.4 | .556 | .333 | .765 | 7.4 | 1.3 | 0.3 | 1.5 | 18.4 |
| 1984-85  | Boston   | 79  | 31  | 33.6 | .570 | .000 | .760 | 9.0 | 1.8 | 0.4 | 1.5 | 19.8 |
| 1985-86  | Boston   | 68  | 62  | 35.3 | .574 | .000 | .776 | 8.1 | 2.7 | 0.4 | 2.8 | 21.3 |
| 1986-87  | Boston   | 77  | 77  | 39.7 | .604 | .000 | .836 | 9.9 | 2.6 | 0.5 | 2.2 | 26.1 |
| 1987-88  | Boston   | 64  | 63  | 37.3 | .604 | .000 | .797 | 8.4 | 2.7 | 0.4 | 1.4 | 22.6 |
| 1988-89  | Boston   | 78  | 74  | 36.9 | .546 | .000 | .818 | 8.2 | 2.2 | 0.3 | 1.2 | 22.5 |
| 1989-90  | Boston   | 82  | 25  | 33.2 | .549 | .333 | .893 | 8.3 | 2.1 | 0.4 | 1.9 | 20.9 |
| 1990-91  | Boston   | 68  | 10  | 30.4 | .553 | .405 | .829 | 7.1 | 1.9 | 0.4 | 2.1 | 18.4 |
| 1991-92  | Boston   | 56  | 1   | 30.4 | .509 | .000 | .822 | 5.9 | 1.5 | 0.2 | 1.1 | 13.9 |
| 1992-93  | Boston   | 71  | 0   | 30.4 | .459 | .111 | .841 | 5.0 | 1.0 | 0.2 | 0.8 | 10.7 |
| Total    | Total    | 971 | 400 | 31.0 | .554 | .261 | .798 | 7.3 | 1.7 | 0.4 | 1.7 | 17.9 |
| All-Star | All-Star | 7   | 0   | 17.9 | .500 | .500 | .857 | 5.3 | 1.1 | 0.1 | 1.7 | 8.7  |

### Playoffs
| Año   | Equipo | PJ  | PT | MPP  | %TC  | %3P   | %TL  | RPP | APP | ROB | TPP | PPP  |
| ----- | ------ | --- | -- | ---- | ---- | ----- | ---- | --- | --- | --- | --- | ---- |
| 1981  | Boston | 17  | 0  | 17.4 | .540 | .000  | .639 | 3.5 | 0.8 | 0.2 | 1.5 | 8.5  |
| 1982  | Boston | 12  | 0  | 28.7 | .575 | .000  | .755 | 7.1 | 0.9 | 0.4 | 2.3 | 16.2 |
| 1983  | Boston | 7   | 1  | 25.3 | .548 | .000  | .556 | 6.0 | 0.7 | 0.4 | 1.0 | 11.1 |
| 1984  | Boston | 23  | 0  | 30.5 | .504 | .000  | .777 | 6.2 | 1.2 | 0.1 | 1.5 | 14.8 |
| 1985  | Boston | 21  | 21 | 39.9 | .568 | .000  | .807 | 9.9 | 1.5 | 0.6 | 2.2 | 22.1 |
| 1986  | Boston | 18  | 18 | 39.7 | .579 | .000  | .794 | 8.6 | 2.7 | 0.4 | 2.4 | 24.9 |
| 1987  | Boston | 21  | 19 | 39.4 | .584 | .000  | .762 | 9.2 | 1.9 | 0.3 | 1.4 | 21.1 |
| 1988  | Boston | 17  | 17 | 42.1 | .603 | 1.000 | .839 | 8.0 | 2.4 | 0.4 | 1.8 | 25.4 |
| 1989  | Boston | 3   | 3  | 38.3 | .488 | .000  | .739 | 8.0 | 3.0 | 0.3 | 0.7 | 19.0 |
| 1990  | Boston | 5   | 5  | 38.4 | .609 | .333  | .862 | 7.8 | 2.6 | 0.4 | 2.0 | 22.0 |
| 1991  | Boston | 11  | 1  | 34.2 | .527 | .545  | .825 | 3.5 | 1.8 | 0.5 | 1.3 | 20.7 |
| 1992  | Boston | 10  | 0  | 30.6 | .516 | .000  | .795 | 7.1 | 1.3 | 0.5 | 0.5 | 16.5 |
| 1993  | Boston | 4   | 0  | 28.3 | .582 | .000  | .857 | 7.1 | 0.8 | 0.5 | 1.8 | 19.0 |
| Total | Total  | 169 | 85 | 33.8 | .561 | .381  | .788 | 7.4 | 1.6 | 0.4 | 1.7 | 18.8 |

## Logros y reconocimientos
- 3 veces Campeón de la NBA (1981, 1984 y 1986)
- 7 veces All-Star (1984, 1986-1991)
- Mejor quinteto de la NBA (1987)
- 3 veces Mejor quinteto defensivo de la NBA
(1986, 1987 y 1988)
- 3 veces 2.º Mejor quinteto defensivo de la NBA
(1983, 1989 y 1990)
- 2 veces Mejor Sexto Hombre de la NBA (1984 y 1985)
- Mejor quinteto de rookies de la NBA (1981)
- Su camiseta con el dorsal #44 fue retirada por la Universidad de Minnesota
- Su camiseta con el dorsal #32 fue retirada por los Boston Celtics en 1994.
- Elegido en 1996 como uno de los 50 mejores jugadores de la historia de la NBA.
- Entró a formar parte del Basketball Hall of Fame en 1999.
- Elegido en 2021 para el Equipo del 75 aniversario de la NBA.

## Estadísticas como entrenador
| Equipo    | Temp.   | P   | V   | D   | %V-D | Finalizó         | PP | VP | DP | %V-DP | Playoffs                         |
| --------- | ------- | --- | --- | --- | ---- | ---------------- | -- | -- | -- | ----- | -------------------------------- |
| Minnesota | 2004-05 | 31  | 19  | 12  | .613 | 3.º en Northwest | —  | —  | —  | —     | No Playoffs                      |
| Minnesota | 2008-09 | 63  | 20  | 43  | .317 | 4.º en Northwest | —  | —  | —  | —     | No Playoffs                      |
| Houston   | 2011-12 | 66  | 34  | 32  | .515 | 4.º en Southwest | —  | —  | —  | —     | No Playoffs                      |
| Houston   | 2012-13 | 82  | 45  | 37  | .549 | 3.º en Southwest | 6  | 2  | 4  | .333  | Pierde en Primera ronda          |
| Houston   | 2013-14 | 82  | 54  | 28  | .659 | 2.º en Southwest | 6  | 2  | 4  | .333  | Pierde en Primera ronda          |
| Houston   | 2014-15 | 82  | 56  | 26  | .683 | 1.º en Southwest | 17 | 9  | 8  | .529  | Pierde en Finales de Conferencia |
| Houston   | 2015-16 | 11  | 4   | 7   | .364 | (despedido)      | —  | —  | —  | —     |                                  |
| Total     | Total   | 417 | 232 | 185 | .556 |                  | 29 | 13 | 16 | .448  |                                  |

## Vida personal
Es hijo de padre irlandés y de madre croata.